# 282 до н. е.

## Події

### У Римі
Консулами Римської республіки були обрані Гай Фабрицій Лусцін і Квінт Емілій Пап. Вони вели війни з самнітами, луканами та бруттіями. Лусцін звільнив місто Фурії від самнітів і взяв настільки багату здобич, що після покриття всіх витрат до скарбниці ще було передано 400 талантів. Він дійшов до міста Регіум і залишив там гарнізон для захисту римських інтересів. У той же час Пап воював з етрусками та гальського племені боїв на півночі Італії.

### Інші
- місто Гела зруйноване мамертинцями, а мешканці виселені агрігентським тираном Пінтієм у засноване ним місто Пінтія (нині Ліката).